# Station Namysłów
Station Namysłów is een spoorwegstation in de Poolse plaats Namysłów.